# 馬拉泰斯塔家族
馬拉泰斯塔家族（義大利語：Malatesta；中世紀拉丁語：de Malatestiis或Malatesti），是一個中世紀至文藝復興時期統治羅馬涅 (中世紀)，特別是里米尼及切塞納的貴族世家，其勢力鼎盛時期曾擴張領土至聖馬利諾的部分地區。

## 早期歷史
家族第一個顯赫的成員是韋魯基奧的馬拉泰斯塔（死於1312年），他是位皇帝派雇傭軍首領，他於1239年獲得了里米尼行政官的頭銜，他自行宣布為里米尼領主，並於1295年下令驅逐領地內所有皇帝派的對手。
相較於韋魯基奧的馬拉泰斯塔，他的駝背兒子喬凡尼·馬拉泰斯塔更為人所知，喬凡尼最著名的事蹟便是殺了自己的妻子里米尼的弗朗切絲卡，因為喬凡尼發現她與他的弟弟保羅·馬拉泰斯塔有染，這個不幸的愛情故事被記載至但丁的作品《神曲》中。

## 領土擴張

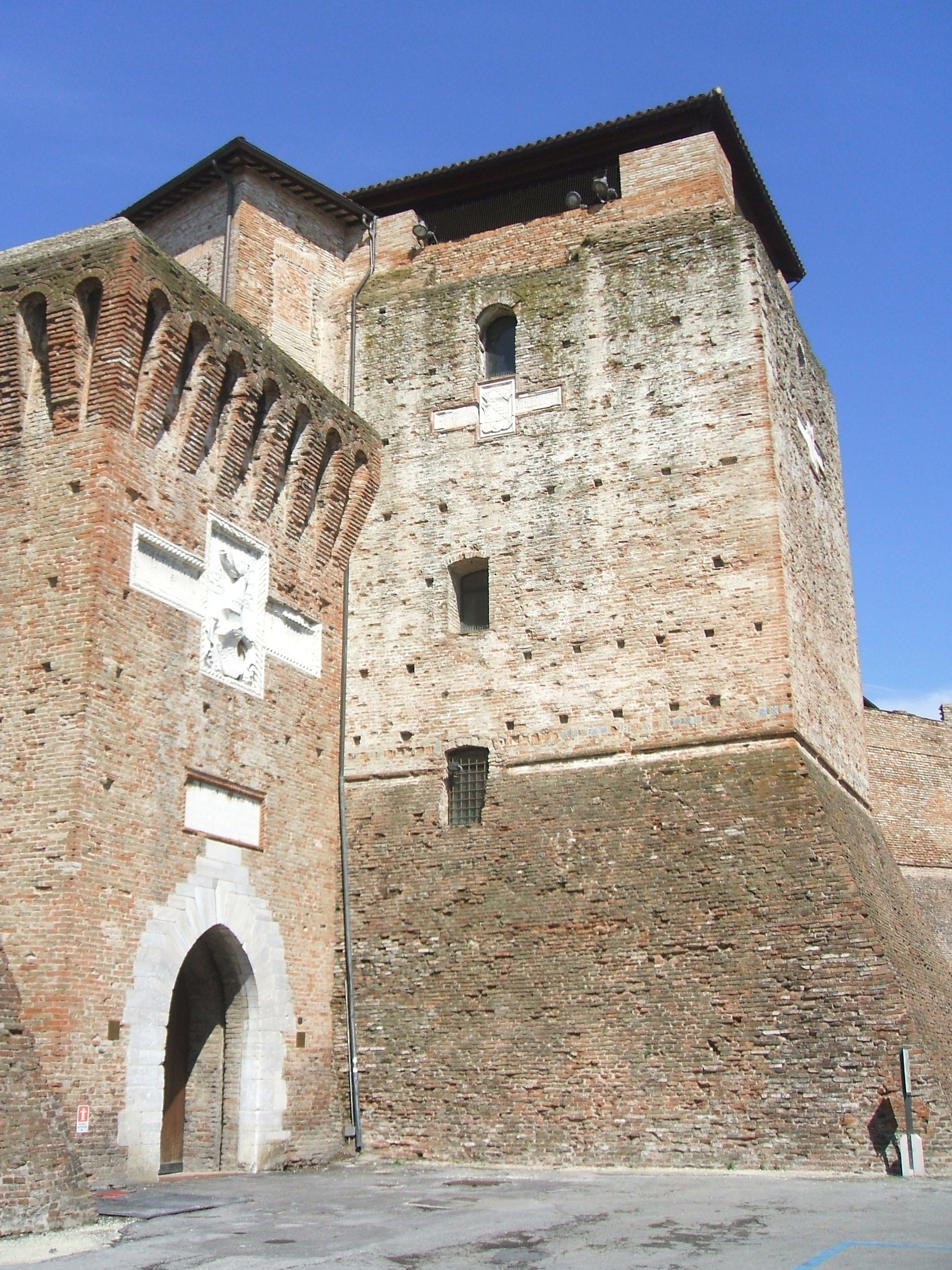
位於里米尼的西斯蒙多堡

在14及15世紀時馬拉泰斯塔征服了許多羅馬涅以及馬爾凱的城市，包括佩薩羅、法諾、切塞納、福松布羅內和切爾維亞。往南邊擴張至安科納附近的蒙泰聖維托，他們也一度擴張至桑塞波爾克羅（1380－1430）。
1320年，馬拉泰斯塔將聖馬利諾的領地基埃薩努歐瓦加入他們的土地中，在1463年聖馬利諾對抗馬拉泰斯塔的戰爭期間，馬拉泰斯塔更佔據了塞拉瓦萊、菲奧倫蒂諾、多瑪尼亞諾、蒙泰吉阿迪諾這幾個聖馬利諾領地。

## 統治後期

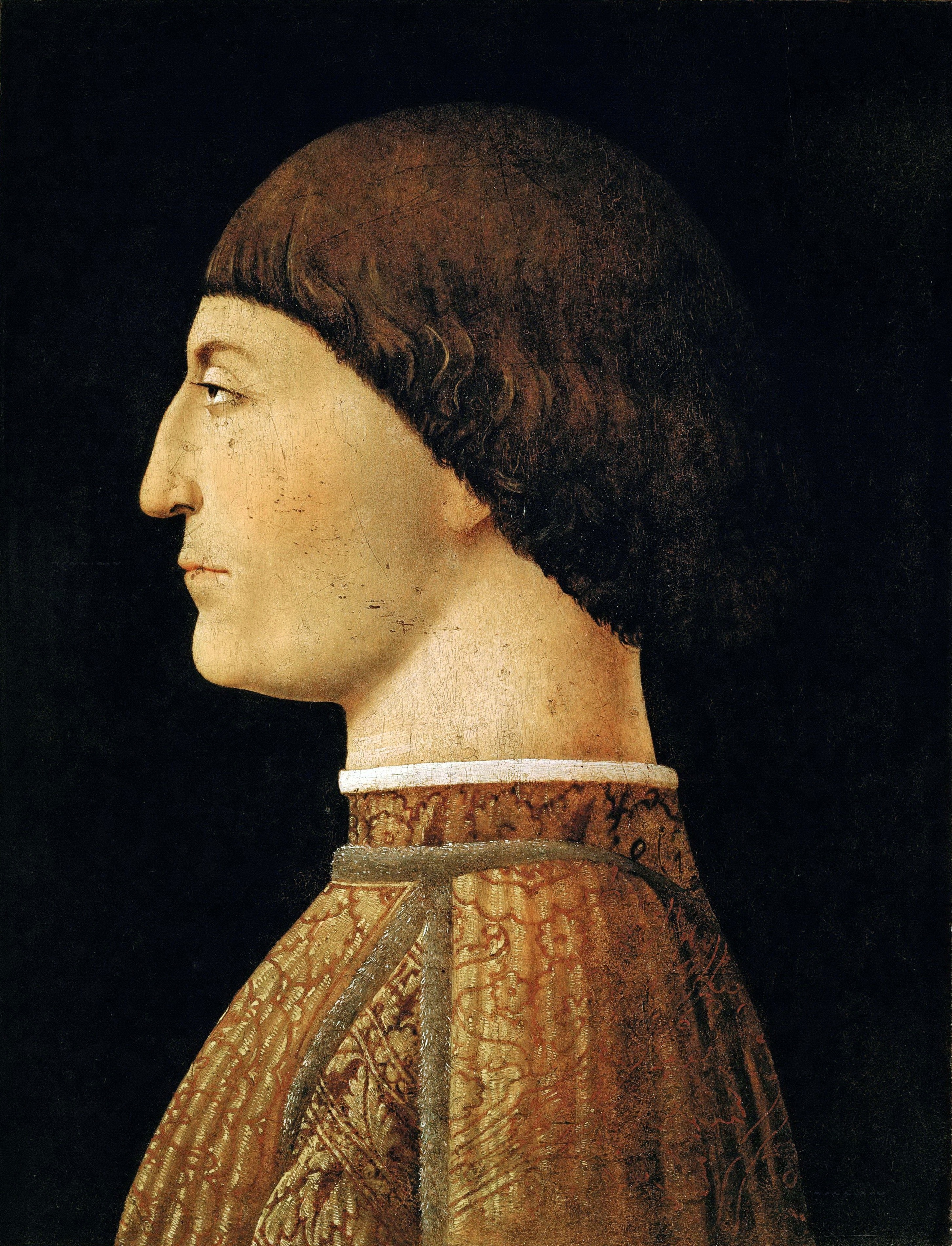
西吉斯蒙多·潘多爾弗·馬拉泰斯塔畫像，皮耶羅·德拉·弗朗切斯卡繪

馬拉泰斯塔家族許多領主都是雇傭兵，為不同的國家服務，其中較著名的領主是西吉斯蒙多·潘多爾弗·馬拉泰斯塔，他花了好幾年的時間對抗教宗保祿二世及烏爾比諾公爵費德里科三世·達·蒙特費爾特羅。他的姪子潘多爾弗四世·馬拉泰斯塔於1500年被時任教宗亞歷山大六世的私生子切薩雷·波吉亞驅逐出里米尼，在經過幾年的頑強抵抗無效後，里米尼於1528年被正式併入教宗國。

## 里米尼統治者列表
| 姓名                           | 出生日        | 統治日期                               | 死亡日        | 配偶                                                                                                 |
| ------------------------------ | ------------- | -------------------------------------- | ------------- | --- |
| 韋魯基奧的馬拉泰斯塔           | 1212？        | 1295年－1312年                         | 1312年        | 孔科爾迪亞·德·潘多爾菲尼（Concordia dei Pandolfini）；瑪格麗塔·帕爾特尼埃里（Margherita Paltenieri） |
| 馬拉泰斯提諾一世·馬拉泰斯塔    | ？            | 1312年－1317年                         | 1317年        | 賈科瑪·德·羅西（Giacoma de' Rossi）                                                                  |
| 潘多爾弗一世·馬拉泰斯塔        | 約1267年      | 1317年－1326年                         | 1326年4月6日  | 里米尼的塔迪婭（Taddea da Rimini）                                                                   |
| 費蘭提諾一世·馬拉泰斯塔        | 1258年        | 1326年－1335年                         | 1353年        | 貝魯琪亞（Belluccia）                                                                                |
| 馬拉泰斯塔三世·馬拉泰斯塔      | 1299          | 1335年－1363年                         | 1364年        | 科斯坦扎·翁德德伊（Costanza Ondedei）                                                                |
| 馬拉泰斯塔·翁加羅              | 1327年        | 1363年－1372年                         | 1372年        | 第一任妻子未被記載，第二任妻子是科斯坦扎·埃斯特（Costanza d'Este）                                   |
| 加萊奧托一世·馬拉泰斯塔        | 1299年        | 1372年－1385年                         | 1385年        | 埃麗莎·德·拉·維萊特（Elisa de la Villette）；瓦拉諾的詹蒂萊                                          |
| 卡羅一世·馬拉泰斯塔            | 1368年        | 1385年－1429年                         | 1429年        | 埃莉莎貝塔·貢扎加 (?-1432)                                                                           |
| 加萊奧托·羅貝托·馬拉泰斯塔     | 1411年        | 1427年－1432年                         | 1432年        | 瑪格麗塔·埃斯特（Margherita d'Este）                                                                 |
| 西吉斯蒙多·潘多爾弗·馬拉泰斯塔 | 1417年6月19日 | 1432年－1468年                         | 1468年10月7日 | 吉內維拉·埃斯特；波利塞娜·斯福爾扎；伊索妲·德里·阿提                                                 |
| 羅貝托·馬拉泰斯塔              | 1440年        | 1468年－1482年                         | 1482年9月     | 埃麗莎貝塔·達·蒙特費爾特羅                                                                           |
| 潘多爾弗四世·馬拉泰斯塔        | 1475年7月     | 1482年－1500年；1503年；1522年－1523年 | 1534年6月     | 維歐蘭特·本蒂沃利奧                                                                                  |